# Рєзцова Анастасія Петрівна
Анастасія Петрівна Рєзцова (1920, село Пушкіно? Московської губернії, тепер Московської області, Російська Федерація — ?) — радянська діячка, трактористка, бригадир тракторної бригади Бронницької МТС Московської області. Депутат Верховної Ради СРСР 2-го скликання.

## Життєпис
Народилася в селянській родині.
З 1930-х років — трактористка, з початку німецько-радянської війни — бригадир жіночої тракторної бригади Бронницької машинно-тракторної станції (МТС) Бронницького району Московської області.
Член ВКП(б).
Подальша доля невідома.